# Texaco
Texaco, Inc. ("The Texas Company") és una empresa estatunidenca petroliera subsidària de Chevron Corporation. El seu producte estrella és el seu combustible "Texaco amb Techron". També és propietària de la marca Havoline (oli de motor). Texaco va ser una empresa independent fins que les seves operacions de refinació es van fusionar amb Chevron Corporation el 2001, moment en què la majoria de les seves franquícies d'estació es van desinvertir a Shell Oil Company. Va començar com la  'Texas Fuel Company' , fundada el 1901 a Beaumont, Texas, per Joseph S. Cullinan, Thomas J. Donoghue, Walter Benona Sharp, i Arnold Schlaet després del descobriment de petroli a Spindletop
Durant molts anys, Texaco va ser l'única empresa que va vendre gasolina sota el mateix nom de marca en els 50 estats dels EUA, així com a Canadà, convertint-la en la marca més veritable entre els seus competidors. També va ser una de les set germanes que dominava la indústria petroliera mundial des de mitjan anys quaranta fins a la dècada de 1970. El seu logotip actual presenta una estrella blanca en un cercle vermell (una referència a l'estel solitari de Texas),donant lloc a les publicacions de publicitat de llarga durada "Pots confiar en el teu cotxe a l'home que porta el star "i" Star of the American Road ". La companyia té la seu a Harrison, Nova York, prop de White Plains, abans de la fusió amb Chevron.